# Catamarca (prowincja)
Catamarca – prowincja w Argentynie, na północnym zachodzie kraju. Stolicą prowincji Catamarca jest miasto San Fernando del Valle de Catamarca, którą to nazwę zazwyczaj skraca się do "Catamarca". Analfabetyzm dotyczy 4,5% ludności. Catamarca graniczy z prowincjami (od północy, zgodnie z ruchem wskazówek zegara): Salta, Tucumán, Santiago del Estero, Córdoba oraz La Rioja. Od zachodu graniczy z Chile.

## Historia
Przed przybyciem hiszpańskich konkwistadorów większość obszaru obecnej Catamarki była zamieszkana przez miejscowe plemię Diaguitas, w tym jego znany z okrucieństwa szczep Calchaquí. W roku 1558 Juan Pérez de Zurita założył miasto San Juan de la Ribera de Londres, lecz z powodu ciągłych ataków miejscowej ludności nie miało ono zbyt wielu mieszkańców, było kilkakrotnie przenoszone w inne miejsce i zmieniało nazwę. Przy szóstej próbie założenia miasta, 5 lipca 1683 roku, Fernando de Mendoza Mate de Luna nadał mu nazwę San Fernando del Valle de Catamarca.
Gdy w 1776 roku powstało Wicekrólestwo La Platy, Catamarca weszła w jego skład jako Subintendencia – "podprowincja" prowincji Salta. W roku 1821 Catamarca ogłosiła autonomię, a Nicolás Avellaneda y Tula (dziadek Nicolása Avellanedy) został wybrany pierwszym gubernatorem prowincji.

## Pochodzenie nazwy
Są dwie wersje pochodzenia nazwy "Catamarca". Pierwsza wywodzi ją z języka keczua, w którym "cata" (skarpa) oraz "marca" (forteca) układają się w "Forteca na skarpie". Druga wersja wywodzi nazwę prowincji z języka ajmara, w którym "Catán" ("małe") i "marca" ("miasteczko") w połączeniu dają "Małe miasteczko".

## Gospodarka
Górnictwo oraz hodowla bydła i owiec stanowią główne gałęzie gospodarki prowincji. Tutejsze pogłowie liczy 200 000 sztuk bydła, 100 000 owiec i 150 000 kóz, a roczna produkcja to 7000 ton wołowiny, 5000 ton jagnięciny oraz 10 000 ton wieprzowiny.
Roczna produkcja górnictwa prowincji to 500 kg złota, 5 ton srebra i 750 000 ton wapienia.
Z produktów rolnictwa i leśnictwa największe znaczenie ma drewno (orzechowe), winorośl, oliwki, owoce cytrusowe, wełna oraz tytoń.
Turystyka jest wschodzącym działem gospodarki Catamarki, baza turystyczna to około 3500 miejsc noclegowych w hotelach i innych ośrodkach. Główną atrakcją turystyczną są góry i formacje geologiczna, takie jak Antofagasta de la Sierra, Balcones del Valle, ośnieżone zbocza  Aconquiji, oraz Przełęcz San Francisco. Atrakcje kulturalne, głównie w stolicy prowincji, to m.in. park archeologiczny Las Huellas del Inca, prehistoryczne petroglify, miejscowa muzyka, wyroby rzemiosła i wina.

## Podział administracyjny
Prowincja Catamarca dzieli się na 16 departamentów.
Department (Stolica)
1. Ambato (La Puerta)
2. Ancasti (Ancasti)
3. Andalgalá (Andalgalá)
4. Antofagasta de la Sierra (Antofagasta de la Sierra)
5. Belén Department (Belén)
6. Capayán (Chumbicha)
7. Capital (San Fernando del Valle de Catamarca)
8. El Alto (El Alto)
9. Fray Mamerto Esquiú (San José)
10. La Paz (Recreo)
11. Paclín (La Merced)
12. Pomán (Pomán)
13. Santa María (Santa María)
14. Santa Rosa (Bañado de Ovanta)
15. Tinogasta (Tinogasta)
16. Valle Viejo (San Isidro)

## Geografia i transport
Najwyższy punkt: Nevada Ojos del Salado 6908 m n.p.m.
Transport: Główne autostrady, w tym: 33 z Catamarca 98 km na południe do San Martin, 38 z Catamarki na północ przez San Pedro 228 km do Tucuman, 60 na północny zachód od prowincji Cordoba 577 km z La Guardia na północny zachód (częściowo przez La Rioja) do Chile przez przełęcz Passa de San Francisco (4722 m), 64 na zachód od Santiago del Estero do połączenia z  38 i 157 na północ od  La Guardia 103 km do Frias gdzie łączy się z  89 na zachód od  Villa San Martin (Santiago del Estero), i na północ do San Pedro w prowincji Tucuman, łączy się z 64 w pobliżu Las Cañas.
W stolicy, Catamarca, znajduje się lotnisko.